# دوست‌کندی
دوست‌کندی روستایی است که در استان اردبیل، شهرستان پارس‌آباد، بخش مرکزی، دهستان ساوالان قرار دارد.

## جمعیت
بر اساس سرشماری سال ۱۳۸۵ جمعیت این روستا ۵۱۲ نفر با ۱۰۷ خانوار بوده‌است.